# Descifrarea scrierilor egiptene antice

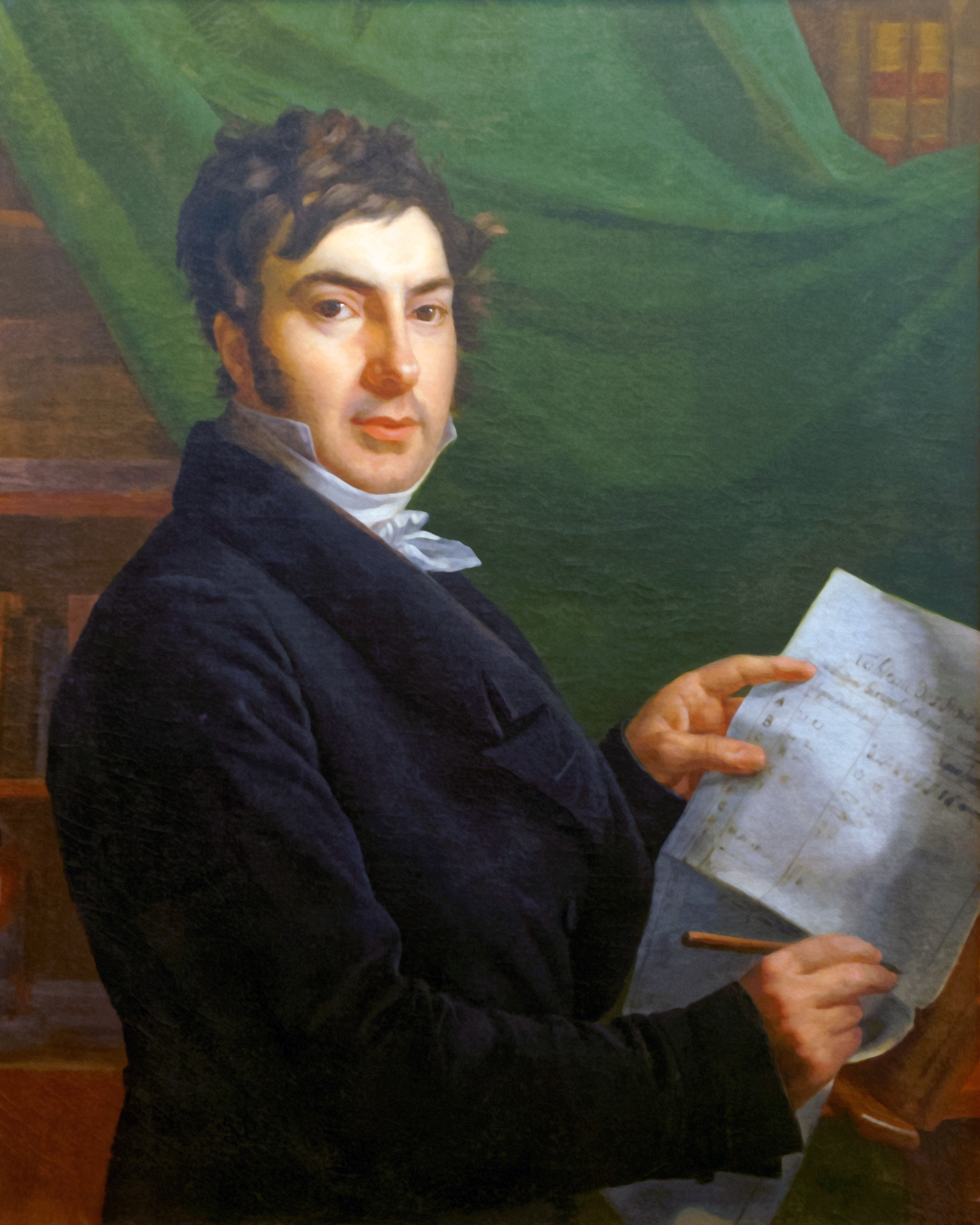
Jean-François Champollion în 1823, ținând în mână lista semnelor hieroglifice fonetice. Portret de fr.

Sistemele de scriere folosite în Egiptul antic au fost descifrate la începutul secolului al XIX-lea prin munca mai multor savanți europeni, în special a lui Jean-François Champollion și Thomas Young. Formele egiptene antice de scriere, care includeau scrierile hieroglifică, hieratică și demotică, au încetat să mai fie înțelese în secolele al IV-lea și al V-lea e.n., deoarece alfabetul copt⁠(d) le-a luat progresiv locul. Cunoștințele generațiilor ulterioare despre vechile scrieri s-au bazat pe lucrările autorilor greci și romani a căror înțelegere era greșită. Astfel, se credea pe scară largă că scrierile egiptene ar fi fost exclusiv ideografice, reprezentând mai degrabă idei decât sunete. Unele încercări de descifrare întreprinse de savanți islamici⁠(d) și europeni⁠(d) în Evul Mediu și la începutul Epocii Moderne au recunoscut că scrierea ar putea avea o componentă fonetică, dar percepția hieroglifelor ca fiind pur ideografice a împiedicat eforturile de a le înțelege până în secolul al XVIII-lea.
Piatra din Rosetta, descoperită în 1799 de membrii campaniei lui Napoleon Bonaparte în Egipt, purta un text paralel⁠(d) scris hieroglific, demotic, și în greacă. Se spera că textul egiptean ar putea fi descifrat prin traducerea sa în greacă, mai ales în combinație cu dovezile din limba coptă, ultima etapă a limbii egiptene. Aceasta s-a dovedit o întreprindere dificilă, în ciuda progreselor realizate de Antoine-Isaac Silvestre de Sacy⁠(d) și Johan David Åkerblad⁠(d). Pornind de la munca acestora, Young a observat că caracterele demotice derivă din hieroglife și a identificat câteva dintre semnele fonetice din demotică. El a identificat și semnificația multor hieroglife, inclusiv a glifelor fonetice dintr-un cartuș care conținea numele unui rege egiptean de origine străină, Ptolemeu al V-lea⁠(d). El era însă convins că hieroglifele fonetice erau folosite numai la scrierea cuvintelor neegiptene. La începutul anilor 1820, Champollion a comparat cartușul lui Ptolemeu cu altele și a constatat că scrierea hieroglifică era un amestec de elemente fonetice și ideografice. Afirmațiile sale au fost inițial întâmpinate cu scepticism și cu acuzații că ar fi furat idei de la Young fără a-i da credit, dar au devenit din ce în ce mai acceptate. Champollion a continuat să identifice aproximativ semnificațiile majorității hieroglifelor fonetice și să stabilească o mare parte din gramatica și vocabularul limbii egiptene antice. Între timp, Young a descifrat în mare parte demotica folosind Piatra din Rosetta în combinație cu alte texte paralele grecești și demotice.
Eforturile de descifrare nu au mai continuat imediat după moartea lui Young și Champollion, dar în 1837 Karl Richard Lepsius a subliniat că multe hieroglife reprezentau mai degrabă combinații de două sau trei sunete și nu doar unul, corectând astfel una dintre cele mai fundamentale greșeli din opera lui Champollion. Alți savanți, cum ar fi Emmanuel de Rougé⁠(d), au rafinat înțelegerea egiptenei într-atât încât în anii 1850 devenise posibilă traducerea completă a textelor egiptene antice. Combinată cu descifrarea scrierii cuneiforme⁠(d) care s-a realizat aproximativ în același timp, munca lor a deschis accesul la texte odinioară inaccesibile din etapele timpurii ale istoriei umane.

## Scrierile egiptene și dispariția lor

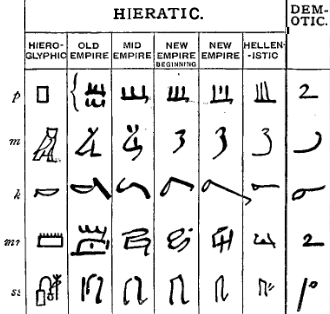
Tabel care arată evoluția semnelor hieroglifice (stânga) prin mai multe etape de hieratică în demotică (dreapta)

În cea mai mare parte a istoriei sale, Egiptul antic a avut două sisteme majore de scriere. Hieroglifele, un sistem de pictograme utilizate în principal pentru texte oficiale, au apărut cândva în jurul anului 3200 î.e.n. Hieratica, un sistem cursiv⁠(d) derivat din hieroglife care a fost folosit în principal pentru scrierea pe papirus, era aproape la fel de vechi. Începând cu secolul al VII-lea î.e.n., a apărut o a treia scriere derivată din hieratică, cunoscut astăzi drept demotică. Ea era atât de diferită de strămoașa sa hieroglifică încât relația dintre semne era greu de recunoscut. Demotica a devenit cel mai obișnuit sistem de scriere a limbii egiptene, iar hieroglifica și hieratica au fost ulterior limitate în mare parte la utilizări în sfera religioasă. În secolul al IV-lea î.e.n., Egiptul a ajuns să fie condus de dinastia ptolemeică, de origine greacă, iar greaca și demotica au fost folosite în paralel în Egipt sub stăpânirea ptolemeică și apoi sub cea a Imperiului Roman. Hieroglifele au devenit din ce în ce mai obscure, și au mai fost folosite în principal de preoții egipteni.
Toate cele trei scrieri conțineau un amestec de semne fonetice⁠(d), reprezentând sunete în limba vorbită și semne ideografice, ce reprezentau idei. Semnele fonetice cuprindeau semne uniliterale, biliterale și triliterale, reprezentând, respectiv, unul, două sau trei sunete. Semnele ideografice cuprindeau logogramele, care reprezentau cuvinte întregi și determinative⁠(d), care erau folosite pentru a specifica semnificația unui cuvânt scris cu semne fonetice.
Mulți autori greci și romani au scris despre aceste scrieri și mulți erau conștienți de faptul că egiptenii aveau două sau trei sisteme de scriere, dar niciuna dintre lucrările acestora care s-au păstrat până în vremurile de mai târziu nu înțelegea pe deplin cum funcționează scrierile. Diodor Siculus a descris în secolul I î.e.n. în mod explicit hieroglifele ca pe o scriere ideografică, iar majoritatea autorilor clasici au împărtășit această presupunere. Plutarh menționa în secolul I e.n. 25 de litere egiptene, sugerând că ar fi putut fi conștient de aspectul fonetic al hieroglifelor sau al demoticii, dar nu era foarte clar ce înțelegea el. În jurul anului 200 e.n., Clement din Alexandria a sugerat că unele semne erau fonetice, dar s-a concentrat pe semnificațiile metaforice ale semnelor. Plotin, în secolul al III-lea e.n., a susținut că hieroglifele nu reprezentau cuvinte, ci o perspectivă fundamentală inspirată de divinitate asupra naturii obiectelor pe care le descriu. În secolul următor, Ammianus Marcellinus a copiat traducerea unui text hieroglific de pe un obelisc, realizată de alt autor, dar traducerea era prea liberă pentru a fi utilă în înțelegerea principiilor sistemului de scriere. Singura discuție extinsă despre hieroglife care a supraviețuit până în timpurile moderne a fost Hieroglyphica, o lucrare scrisă probabil în secolul al IV-lea e.n. și atribuită unui anume Horapollo⁠(d). În ea, se discută despre semnificațiile hieroglifelor individuale, dar nu despre modul în care erau acele semne folosite pentru a forma fraze sau propoziții. Unele dintre semnificațiile pe care le descrie sunt corecte, dar cele mai multe sunt greșite și toate sunt explicate în mod eronat drept alegorii. De exemplu, Horapollo spune că o imagine a unei gâște înseamnă „fiu”, deoarece se spune că gâștele își iubesc puii mai mult decât alte animale. De fapt, se folosea hieroglifa „gâscă” deoarece cuvintele egiptene pentru „gâscă” și „fiu” încorporau aceleași consoane.
Atât hieroglifele cât și demotica au început să dispară în secolul al III-lea e.n. Comunitățile clericale formate din preoți ce trăiau la templu au dispărut și Egiptul a fost treptat convertit la creștinism⁠(d) și, deoarece creștinii egipteni⁠(d) scriau în alfabetul copt⁠(d) derivat din greacă, acesta a înlocuit demotica. Ultimul text hieroglific a fost scris de preoți la Templul lui Isis din Philae⁠(d), în anul anului 394 e.n., iar ultimul text cunoscut în demotică a fost scris tot acolo în 452 e.n.
Cea mai mare parte a istoriei înainte de primul mileniu î.e.n. a fost consemnat în scrierile egiptene sau în cuneiformă, sistemul de scriere al Mesopotamiei. Odată cu pierderea cunoștințelor despre ambele scrieri, singurele consemnări ale trecutului îndepărtat se aflau în surse limitate și distorsionate. Principalul exemplu de astfel de sursă pentru Egipt a fost Aegyptiaca, o istorie a țării scrisă de un preot egiptean pe nume Manetho în secolul al treilea î.e.n. Textul originar s-a pierdut și a supraviețuit doar în rezumate și citate ale autorilor romani.
Limba coptă, ultima formă a limbii egiptene, a continuat să fie vorbită de majoritatea egiptenilor mult după cucerirea arabă a Egiptului în anul 642 e.n., dar a pierdut treptat teren în fața arabei. Copta a început să se stingă în secolul al XII-lea, iar după aceea a supraviețuit în principal ca limbă liturgică a Bisericii Copte.

## Primele eforturi

### Lumea islamică medievală

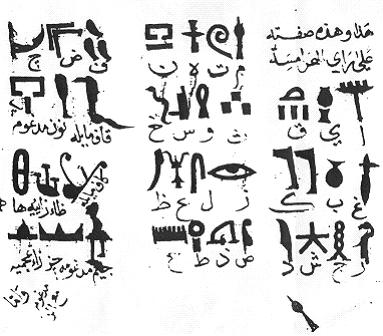
Încercarea de traducere a hieroglifelor a lui

Savanții arabi erau conștienți de legătura dintre coptă și limba egipteană antică, și în epoca islamică exista credința că scrierile antice mai sunt încă înțelese de călugării copți⁠(d). Se spune că mai mulți savanți arabi din secolele al VII-lea–al XIV-lea, între care Jabir ibn Hayyan și Ayub ibn Maslama, ar fi înțeles hieroglifele, dar aceste ipoteze nu pot fi testate, pentru că lucrările lor pe acest subiect nu s-au păstrat. Dhul-Nun al-Misri și Ibn Wahshiyya⁠(d) au scris în secolele al IX-lea și al X-lea tratate care conțineau zeci de scrieri cunoscute în lumea islamică, inclusiv hieroglifele, cu tabele care enumerau semnificațiile acestora. În secolul al XIII-lea sau al XIV-lea, Abu al-Qasim al-Iraqi a copiat un text egiptean antic și a atribuit valori fonetice mai multor hieroglife.
Egiptologul Okasha El-Daly a susținut că tabelele hieroglifelor din lucrările lui Ibn Wahshiyya și Abu al-Qasim au identificat corect semnificația multor semne. Alți savanți sunt sceptici față de pretențiile lui Ibn Wahshiyya cum că ar fi înțeles scrierile pe care le-a studiat, iar Tara Stephan, cercetătoare a lumii islamice medievale, spune că El-Daly „exagerează mult acuratețea lui Ibn Waḥshiyya”. Ibn Wahshiyya și Abu al-Qasim cunoșteau că hieroglifele ar putea funcționa atât fonetic, cât și simbolic, aspect care nu avea să fie fost recunoscut în Europa vreme de multe secole.

### Secolele al XV-lea–al XVII-lea

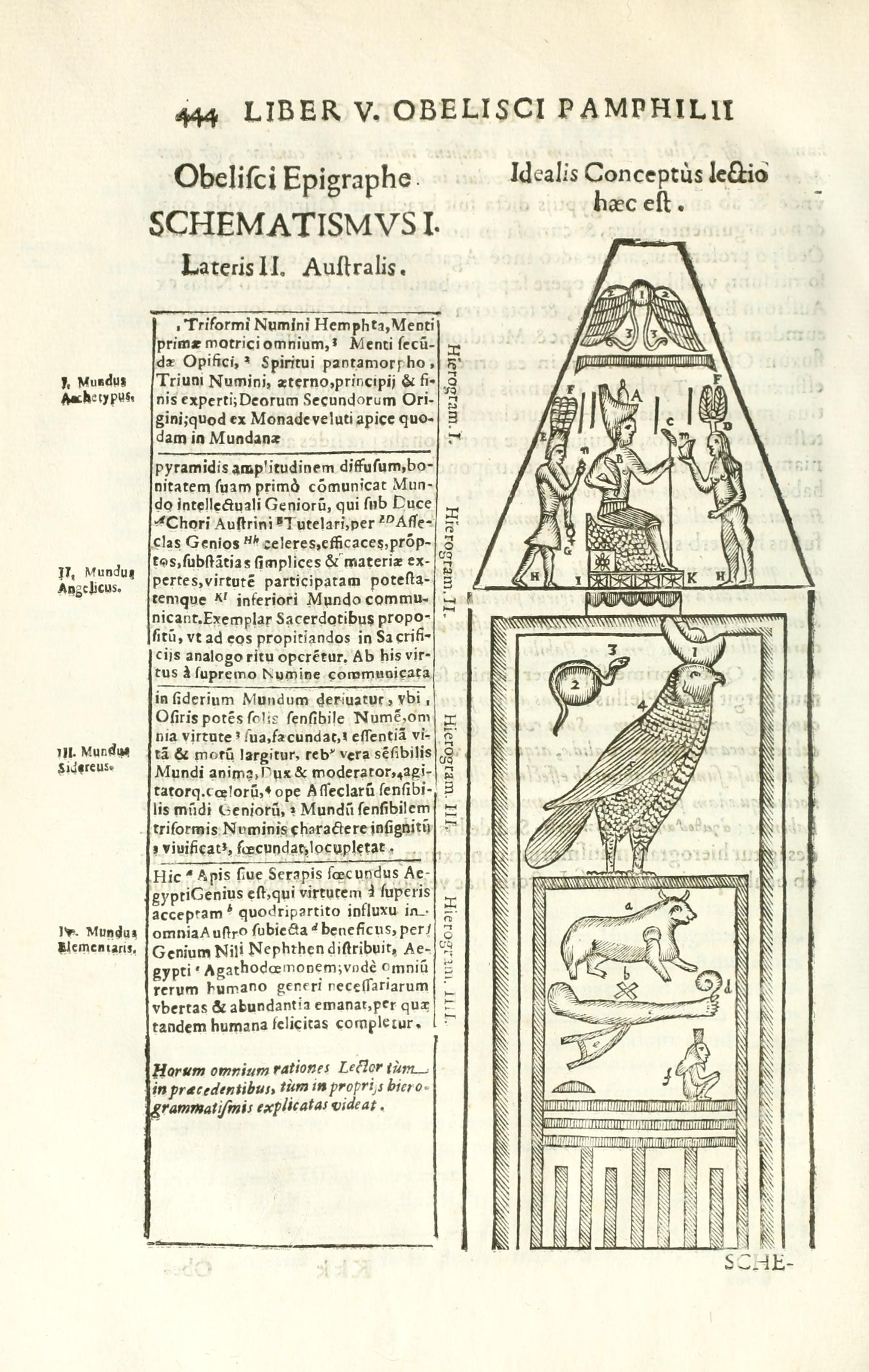
O pagină din ' al lui Athanasius Kircher (1650), care dădea traduceri fanteziste pentru figurile și hieroglifele de pe un obelisc din Roma

În timpul Renașterii, europenii au devenit interesați de hieroglife, începând în jurul anului 1422, când Cristoforo Buondelmonti⁠(d) a descoperit o copie a Hieroglyphicii lui Horapollo în Grecia și a adus-o în atenția unor anticari precum Niccolò de' Niccoli⁠(d) și Poggio Bracciolini. Poggio a recunoscut că existau texte hieroglifice pe obeliscuri și pe alte artifacte egiptene importate în Europa în Epoca Romană, dar anticarii nu încercau să descifreze aceste texte. Sub influența lui Horapollo și Plotin, ei vedeau hieroglifele drept o formă de comunicare universală, bazată pe imagini, nu un mijloc de înregistrare a unei limbi vorbite. Din această credință a izvorât tradiția artistică renascentistă de a folosi simbolismul obscur bazat pe imaginile descrise în Horapollo, promovată în cartea lui Francesco Colonna⁠(d) din 1499 Hypnerotomachia Poliphili⁠(d).
Europenii nu cunoșteau nici limba coptă. Savanții apucau uneori să aibă acces la unele manuscrise copte, dar în secolul al XVI-lea, când au început să studieze cu seriozitate limba, abilitatea de a o citi se limita probabil la călugării copți și niciun european al vremii nu a avut ocazia să o deprindă de la vreunul dintre acești călugări, care nu călătoreau în afara Egiptului. Savanții nu erau siguri dacă copta provine din limba egiptenilor antici; mulți credeau că ar fi legată de alte limbi ale Orientului Apropiat antic.
Primul european care a înțeles copta a fost un iezuit și polimat german, Athanasius Kircher, la mijlocul secolului al XVII-lea. Bazându-și munca pe gramaticile arabe și pe dicționarele copte obținute din Egipt de un călător italian, Pietro Della Valle⁠(d), Kircher a produs unele traduceri și gramatici ale limbii în deceniile anilor 1630 și 1640. Ele erau imperfecte, dar inovatoare: el a intuit că limba coptă derivă din limba egiptenilor antici, iar munca sa pe acest subiect era una pregătitoare pentru obiectivul lui final, descifrarea hieroglifelor.
Potrivit dicționarului biografic standard de egiptologie, „Kircher a devenit, poate pe nedrept, simbolul a tot ce este absurd și fantastic în povestea descifrării hieroglifelor egiptene”. Kircher credea că egiptenii aveau o tradiție teologică străveche⁠(d) care preceda și prefigura creștinismul și spera să înțeleagă această tradiție prin hieroglife. La fel ca predecesorii săi renascentiști, el credea că hieroglifele nu reprezintă o limbă, ci mai degrabă o formă abstractă de comunicare. Era imposibilă traducerea unui astfel de sistem de comunicare într-o manieră consistentă cu ea însăși. Prin urmare, în lucrările sale despre hieroglife, cum ar fi Oedipus Aegyptiacus⁠(d) (1652–1655), Kircher a procedat la presupuneri bazate pe înțelegerea sa asupra credințelor egiptene antice, derivată din textele copte pe care le citise și din textele antice despre care credea că conțin tradiții derivate din Egipt. Traducerile sale au transformat texte scurte cu doar câteva caractere hieroglifice în propoziții lungi de idei ezoterice. Spre deosebire de savanții europeni anteriori, Kircher și-a dat seama că hieroglifele pot funcționa fonetic, deși a considerat această funcție a fi o dezvoltare târzie. El a recunoscut, de asemenea, că o hieroglifă, 𓈗, reprezintă apa și, astfel, reprezintă fonetic cuvântul copt pentru apă, mu, dar și sunetul m. El a devenit astfel primul european care a identificat corect valoarea fonetică a unei hieroglife.
Deși ipotezele de bază ale lui Kircher erau împărtășite de contemporanii săi, majoritatea savanților au respins sau chiar au ridiculizat traducerile sale. Argumentul său potrivit căruia copta derivă din limba egipteană antică a fost însă larg acceptat.

### Secolul al XVIII-lea

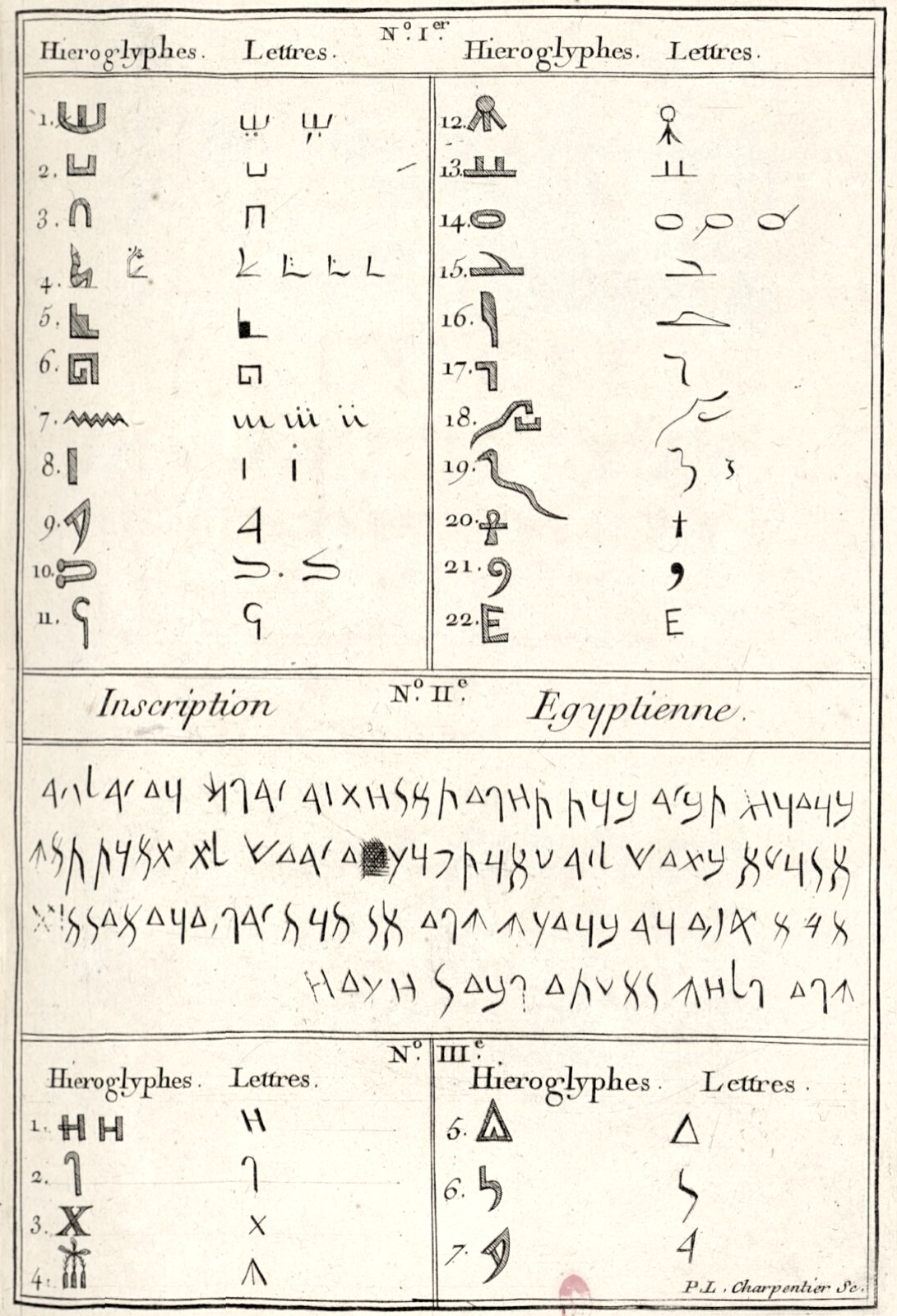
Pagină din Recueil d'antiquités égyptiennes de Anne Claude de Caylus, 1752, care compară hieroglifele cu semne similare din alte scrieri egiptene

Aproape nimeni nu a mai încercat să descifreze hieroglife timp de decenii după ultimele lucrări ale lui Kircher pe acest subiect, deși unii au contribuit cu unele sugestii care s-au dovedit în cele din urmă corecte. Tratatul religios al lui William Warburton⁠(d) The Divine Legation of Moses⁠(d), publicat între 1738 și 1741, cuprindea o lungă digresiune despre hieroglife și despre evoluția scrisului. Acesta susținea că hieroglifele nu au fost inventate pentru a codifica secrete religioase, ci în scopuri practice, ca orice alt sistem de scriere, și că scrierea egipteană fonetică menționată de Clement din Alexandria ar fi fost derivată din ele. Abordarea lui Warburton, deși pur teoretică, a creat cadrul de înțelegere a hieroglifelor care avea să domina studiile tot restul secolului.
Contactul europenilor cu Egiptul s-a intensificat pe parcursul secolului al XVIII-lea. Mai mulți dintre ei au vizitat țara și au văzut cu ochii lor inscripțiile antice, și, pe măsură ce au adunat antichități, numărul de texte disponibile pentru studiu a crescut. Jean-Pierre Rigord⁠(fr)[traduceți] a devenit primul european care a identificat un text egiptean antic nehieroglific în 1704, iar Bernard de Montfaucon a publicat o colecție mare de astfel de texte în 1724. Anne Claude de Caylus a colectat și publicat un număr mare de inscripții egiptene din 1752 până în 1767, cu ajutorul lui Jean-Jacques Barthélemy⁠(d). Lucrările lor remarcau că scrierile egiptene nehieroglifice păreau să conțină semne derivate din hieroglife. Barthélemy a atras și el atenția asupra inelelor ovale, care mai târziu aveau să fie cunoscute drept cartușe, care cuprindeau mici grupuri de semne în multe texte hieroglifice, iar în 1762 a sugerat că cartușele conțineau numele regilor sau zeilor. Carsten Niebuhr⁠(d), care a vizitat Egiptul în anii 1760, a realizat prima listă sistematică, deși incompletă, de semne hieroglifice distincte. El a subliniat, de asemenea, distincția dintre textul hieroglific și ilustrațiile care îl însoțeau, pe care cercetătorii anteriori le confundau. Joseph de Guignes⁠(d), unul dintre multiplii oameni de știință ai vremii care a speculat că cultura chineză⁠(d) ar avea o anumită legătură istorică cu Egiptul antic, credea că scrierea chineză⁠(d) era o ramură a hieroglifelor. În 1785, el a repetat sugestia lui Barthélémy despre cartușe, comparând-o cu o practică chineză care diferențiază numele proprii de textul din jur.
Jørgen Zoëga⁠(d), cel mai învățat cunoscător al limbii copte de la sfârșitul secolului al XVIII-lea, a relevat unele perspective despre hieroglife în De origine et usu obeliscorum (1797), un compendiu de cunoștințe despre Egiptul antic. El a catalogat semnele hieroglifice și a concluzionat că există prea puține semne distincte pentru ca fiecare să reprezinte un singur cuvânt, așa că pentru a produce un vocabular complet, ori trebuie ca fiecare să aibă fiecare semnificații multiple, ori să-și schimbe sensul prin combinare între ele. El a văzut că direcția în care erau orientate semnele indica direcția în care trebuia citit un text și a sugerat că unele semne erau fonetice. Zoëga nu a încercat să descifreze scrierea, crezând că pentru aceasta ar fi nevoie mai multe dovezi decât erau disponibile în Europa la acea vreme.

## Identificarea semnelor

### Piatra din Rosetta

O reconstrucție a stelei pietrei din Rosetta așa cum ar fi putut arăta ea inițial, cu toate cele trei registre intacte

Când armata franceză condusă de Napoleon Bonaparte a invadat Egiptul în 1798, Bonaparte a adus cu el un corp de oameni de știință și savanți⁠(d), cunoscuți în general drept savanții (les savants), pentru a studia țara și monumentele ei antice. În iulie 1799, când soldații francezi reconstruiau un fort mameluc în apropierea orașului Rosetta⁠(d) pe care îl denumeau Fort Julien, locotenentul Pierre-François Bouchard a observat că una dintre pietrele de pe un zid demolat al fortului era acoperită cu scris. Era o stelă egipteană antică, împărțită în trei registre de text, cu colțul din dreapta jos și cea mai mare parte din registrul superior rupt. Piatra era inscripționată cu trei scrieri: hieroglifă în registrul de sus, greacă în cel în jos și demotică la mijloc. Textul era un decret⁠(d) emis în 197 î.e.n. de Ptolemeu al V-lea⁠(d), prin care acorda privilegii preoțimii Egiptului. Textul se încheia prin obligația ca decretul să fie înscris „cu semne sacre, băștinașe și grecești” și așezat în marile temple ale Egiptului⁠(d). La citirea acestui pasaj din inscripția greacă, francezii și-au dat seama că piatra era un text paralel⁠(d), care ar putea permite descifrarea textului egiptean pe baza traducerii sale în greacă. Savanții au căutat cu ardoare alte fragmente ale stelei, precum și alte texte în greacă și egipteană. Nu au mai fost găsite bucăți din piatră, și singurele alte texte bilingve descoperite de savanți erau în mare parte ilizibile și inutile pentru descifrare.
Savanții au făcut ceva progrese cu piatra însăși. Jean-Joseph Marcel⁠(d) a spus că scrierea din mijloc era „caractere cursive ale limbii egiptene antice”, identică cu altele pe care le văzuse pe sulurile de papirus. El și Louis Rémi Raige au început să compare textul din acest registru cu cel grecesc, gândind că registrul din mijloc ar fi mai fructuos decât textul hieroglific, din care lipsea cea mai mare parte. Ei au intuit pozițiile numelor proprii în registrul din mijloc, pe baza poziției acelor nume în textul grecesc, și au reușit să identifice simbolurile p și t în numele lui Ptolemeu, dar nu au făcut alte progrese.
Primele copii ale inscripțiilor din piatră au fost trimise în Franța în 1800. În 1801, armata franceză din Egipt a fost asediată de forțele britanice și otomane și s-a predat odată cu capitularea de la Alexandria⁠(d). Prin termenii capitulării, Piatra Rosetta a trecut în mâinile britanicilor. La sosirea pietrei în Marea Britanie, Societatea Anticarilor din Londra⁠(d) a făcut gravuri ale textului acesteia și le-a trimis instituțiilor academice din toată Europa.
Relatările despre expediția lui Napoleon au provocat o manie pentru Egiptul antic⁠(d) în Europa. Egiptul era o țară căzută în haos în urma retragerii franceze și britanice, dar după ce Muhammad Ali a cucerit-o în 1805, colecționarii europeni au venit în număr mare în Egipt și au luat de acolo numeroase antichități, în timp ce artiștii le-au copiat pe altele. Nimeni nu cunoștea contextul istoric al acestor artifacte, dar ele au contribuit la corpul de texte pe care oamenii de știință le puteau compara atunci când încercau să descifreze sistemele de scriere.

### De Sacy, Åkerblad și Young
Antoine-Isaac Silvestre de Sacy⁠(d), un proeminent lingvist francez care a descifrat scrierea persană Pahlavi⁠(d) în 1787, a fost printre primii care au lucrat cu piatra. La fel ca Marcel și Raige, el s-a concentrat pe legăturile între textul grecesc și scrierea demotică din registrul mijlociu. Pe baza lui Plutarh, el a presupus că acest scenariu consta din 25 de semne fonetice. De Sacy a căutat nume proprii grecești în textul demotic și a încercat să identifice semnele fonetice din ele, dar dincolo de identificarea numelor lui Ptolemeu, Alexandru și Arsinoe, a făcut puține progrese. Și-a dat seama că în demotică existau mult mai mult de 25 de semne și că inscripția demotică probabil nu era o traducere apropiată a celei grecești, făcând astfel sarcina să fie mai dificilă. După ce și-a publicat rezultatele în 1802, el a renunțat să mai lucreze la piatră.
În același an, de Sacy a dat o copie a inscripțiilor de pe piatră unui fost student de-al său, Johan David Åkerblad⁠(d), un diplomat și lingvist amator suedez. Åkerblad a avut un mai mult succes, analizând aceleași grupuri de semne ca și de Sacy, dar identificând corect mai multe semne. În scrisorile sale către de Sacy, Åkerblad a propus un alfabet de 29 de semne demotice, dintre care jumătate s-au dovedit mai târziu a fi corecte și, pe baza cunoștințelor sale de coptă, a identificat mai multe cuvinte demotice în text. De Sacy era sceptic cu privire la rezultatele lui Åkerbladm care a renunțat și el. În ciuda încercărilor altor savanți, s-au făcut puține progrese până la mai bine de un deceniu mai târziu, când s-a implicat Thomas Young.

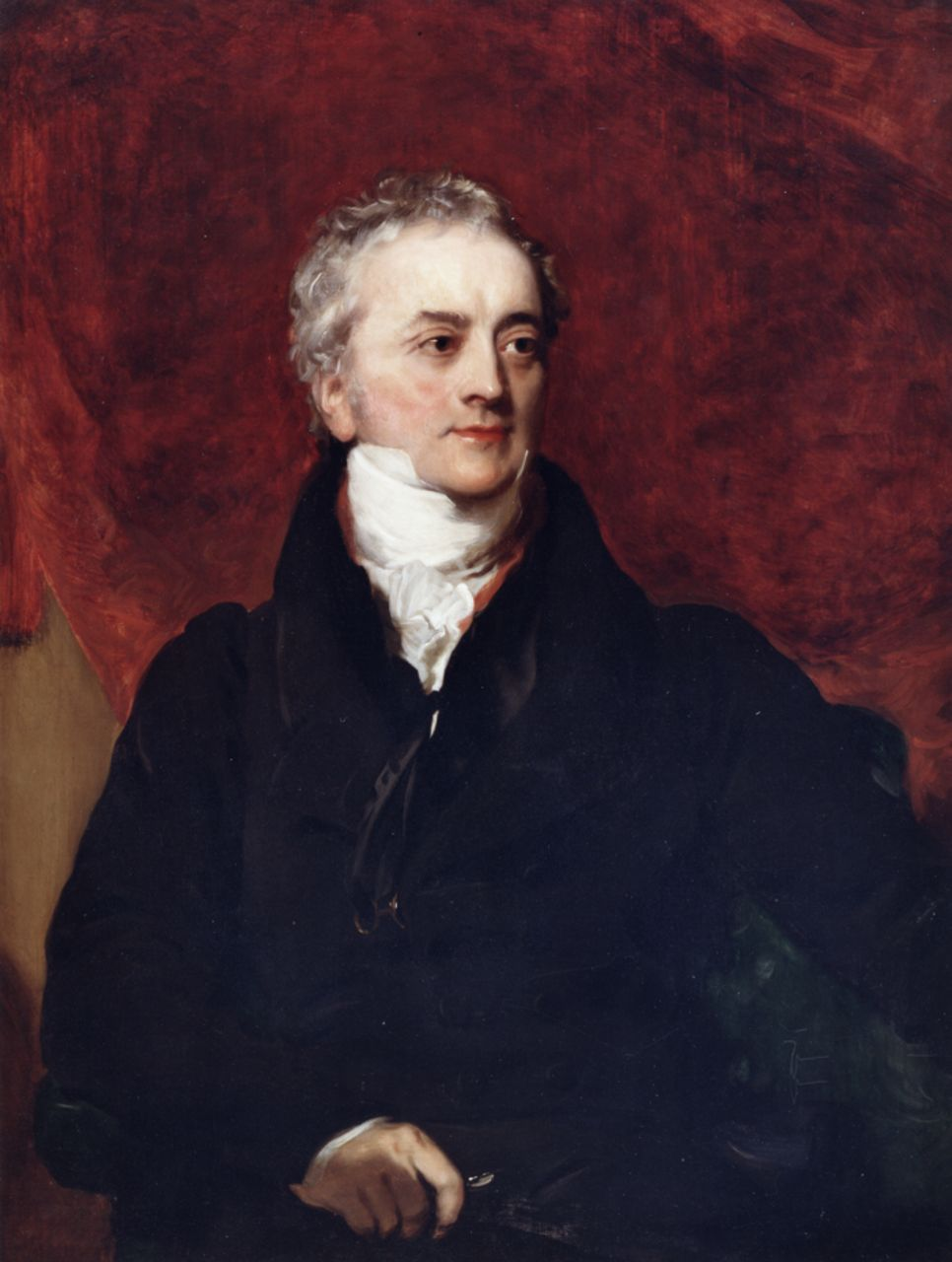
Thomas Young în 1822

Young era un polimat britanic ale cărui domenii de expertiză includeau fizica, medicina și lingvistica. În momentul în care și-a îndreptat atenția către Egipt, el era considerat unul dintre cei mai importanți intelectuali ai vremii. În 1814 a început să colaboreze cu de Sacy pe marginea Piatrei din Rosetta și, după câteva luni, a produs ceea ce el a numit traduceri ale textelor hieroglifice și demotice de pe piatră. Erau de fapt încercări de a împărți textele în grupuri de semne pentru a găsi zone în care textul egiptean era cel mai probabil să se potrivească cu cel grecesc. Această abordare nu a fost foarte de folos, deoarece cele trei texte nu erau traduceri exacte. Young a petrecut luni de zile copiind alte texte egiptene, ceea ce i-a permis să vadă în ele modele care altora le scăpaseră. Ca și Zoëga, el a recunoscut că există prea puține hieroglife pentru ca fiecare să reprezinte un cuvânt și a sugerat că cuvintele sunt compuse din două sau trei hieroglife fiecare.
Young a observat asemănările dintre semnele hieroglifice și demotice și a concluzionat că hieroglifele au evoluat în semne demotice. Dacă ar fi așa, argumenta Young, demotica nu ar putea fi o scriere pur fonetică, ci trebuie să includă și semne ideografice derivate din hieroglife; el i-a scris lui de Sacy enunțând această perspectivă în 1815. Deși spera să găsească semne fonetice în scrierea hieroglifică, eforturile i-au fost zădărnicite de varietatea mare de ortografii fonetice pe care le folosea scrierea. El a concluzionat că nu există hieroglife fonetice — cu o singură excepție majoră. În publicația sa din 1802, de Sacy a spus că hieroglifele ar putea funcționa fonetic atunci când scriu cuvinte străine. În 1811, după ce a aflat despre o practică similară în scrierea chineză, el a avansat ipoteza că un cartuș însemna un cuvânt scris fonetic — cum ar fi numele unui conducător neegiptean precum Ptolemeu. Young a aplicat aceste sugestii pe cartușele de pe Piatra din Rosetta. Unele erau scurte, formate din opt semne, în timp ce altele conțineau aceleași semne urmate de multe altele. Young a intuit că cartușele lungi conțineau forma egipteană a titlului dat lui Ptolemeu în inscripția greacă: „veșnic viu, iubit de [zeul] Ptah”. Prin urmare, el s-a concentrat asupra primelor opt semne, care ar trebui să corespundă formei grecești a numelui, Ptolemaios. Adoptând unele dintre valorile fonetice propuse de Åkerblad, Young a potrivit cele opt hieroglife cu echivalentele lor demotice și a propus că unele semne reprezintă mai multe valori fonetice, în timp ce altele reprezintă doar una. Apoi a încercat să aplice rezultatele obținute aici pe un cartuș cu Berenice, numele unei regine ptolemeice, cu mai puțin succes, deși a identificat o pereche de hieroglife care marcau finalul unui nume feminin. Rezultatul a fost un set de treisprezece valori fonetice pentru semnele hieroglifice și demotice. Șase erau corecte, trei parțial corecte și patru greșite.
| p · t | wA | l · M | i | i | s |

| p · t | wA | l · M | i | i | s |

| p · t | wA | l · M | i | i | s |

| p · t | wA | l · M | i | i | s |

| p · t | wA | l · M | i | i | s |

| p · t | wA | l · M | i | i | s |

| p · t | wA | l · M | i | i | s |

| p · t | wA | l · M | i | i | s |

| p |

| p |

| t |

| t |

| wA |

| wA |

| l |

| l |

| M |

| M |

| i | i |

| i | i |

| s |

| s |

Young și-a rezumat munca în articolul său „Egypt”, publicat anonim într-un supliment la Encyclopædia Britannica în 1819. El dădea ipoteze de traduceri pentru 218 cuvinte în demotică și 200 în hieroglifică și corela corect aproximativ 80 de semne hieroglifice cu echivalente lor demotice. După cum spunea egiptologul Francis Llewellyn Griffith⁠(d) în 1922, rezultatele lui Young erau „amestecate cu multe concluzii false, dar metoda urmată ducea infailibil către descifrarea definitivă”. Cu toate acestea, Young era mai puțin interesat de textele egiptene antice în sine decât de sistemele de scriere ca joc intelectual, iar multiplele sale interese științifice făceau să-i fie greu să se concentreze asupra descifrării. El a mai realizat doar puțin pe această temă în următorii câțiva ani.

### Descoperirile lui Champollion
Jean-François Champollion a devenit fascinat de Egiptul antic în adolescență, între 1803 și 1805, și a studiat limbile Orientului Apropiat, inclusiv copta, sub îndrumarea lui de Sacy și a altora. Fratele său, Jacques Joseph Champollion-Figeac⁠(d), era asistent al lui Bon-Joseph Dacier⁠(d), care conducea Académie des Inscriptions et Belles-Lettres din Paris, și care, din acest post, i-a oferit lui Jean-François mijloacele de a ține pasul cu cercetările asupra Egiptului. Pe când Young lucra la hieroglife, Champollion a publicat un compendiu al cunoștințelor stabilite despre Egiptul antic și a asamblat un dicționar copt, dar, deși a scris multe pe tema scrierilor nedescifrate, nu a realizat niciun progres cu ele. În 1821, el credea că niciuna dintre scrieri nu era fonetică. În anii următori, însă, a avansat mult. Detaliile despre modul în care a făcut acest lucru nu pot fi cunoscute pe deplin din cauza lipsei dovezilor și a contradicțiilor între relatările contemporane.
Champollion a respins inițial munca lui Young, după ce văzuse doar fragmente din lista lui Young de cuvinte hieroglifice și demotice. După ce s-a mutat la Paris de la Grenoble pe la mijlocul anului 1821, este posibil să fi putut obține o copie integrală, dar nu se știe dacă a și reușit. Cam în această perioadă și-a îndreptat atenția către identificarea sunetelor fonetice din cartușe.
Un indiciu crucial a venit de la Obeliscul de la Philae⁠(d), un obelisc care poartă atât o inscripție grecească, cât și una egipteană. William John Bankes⁠(d), un colecționar englez de antichități, a expediat obeliscul din Egipt în Anglia și a copiat inscripțiile acestuia. Aceste inscripții nu erau un singur text bilingv precum cel de pe Piatra din Rosetta, așa cum presupunea Bankes, dar ambele inscripții conțineau numele „Ptolemeu” și „Cleopatra”, versiunile hieroglifice fiind cuprinse în cartușe. Cartușul lui Ptolemeu era identificabil pe baza pietrei din Rosetta, dar Bankes nu putea decât să ghicească, pe baza textului grecesc, că al doilea ar reprezenta numele Cleopatrei. Pe copia textului făcută de el, a scris cu creionul sugestia acestei interpretări a cartușului. Champollion, care a văzut copia în ianuarie 1822, a considerat cartușul ca fiind numele Cleopatrei, dar nu a spus niciodată cum l-a identificat; se poate să fi făcut acest lucru în mai multe moduri, având în vedere dovezile de care dispunea. Bankes s-a înfuriat pentru că a presupus că Champollion a luat de bună sugestia lui fără să-i dea credit, și a refuzat să-l mai ajute.
Champollion a descompus hieroglifele din numele lui Ptolemeu diferit de cum o făcuse Young și a constatat că trei dintre presupusele semne fonetice — p, l și o — se potriveau în cartușul Cleopatrei. Un al patrulea, e, era reprezentat printr-o singură hieroglifă în cartușul Cleopatrei și o versiune dublată a aceleiași glife în cartușul lui Ptolemeu. Un al cincilea sunet, t, părea să fie scris cu semne diferite în fiecare cartuș, dar Champollion a decis că aceste semne trebuie să fie homofone, semne diferite care scriu același sunet. El a testat aceste litere în alte cartușe, a identificat numele multor conducători greci și romani ai Egiptului și a extrapolat valorile mai multor litere.
| p · t | wA | l · M | i | i | s |

| p · t | wA | l · M | i | i | s |

| p · t | wA | l · M | i | i | s |

| p · t | wA | l · M | i | i | s |

| p · t | wA | l · M | i | i | s |

| p · t | wA | l · M | i | i | s |

| p · t | wA | l · M | i | i | s |

| p · t | wA | l · M | i | i | s |

| p |

| p |

| t |

| t |

| wA |

| wA |

| l |

| l |

| M |

| M |

| i | i |

| i | i |

| s |

| s |

| q · l | i | wA | p | A | d · r | A | t · H8 |

| q · l | i | wA | p | A | d · r | A | t · H8 |

| q · l | i | wA | p | A | d · r | A | t · H8 |

| q · l | i | wA | p | A | d · r | A | t · H8 |

| q · l | i | wA | p | A | d · r | A | t · H8 |

| q · l | i | wA | p | A | d · r | A | t · H8 |

| q · l | i | wA | p | A | d · r | A | t · H8 |

| q · l | i | wA | p | A | d · r | A | t · H8 |

| q |

| q |

| l |

| l |

| i |

| i |

| wA |

| wA |

| p |

| p |

| A |

| A |

| d |

| d |

| r |

| r |

| A |

| A |

| t · H8 |

| t · H8 |

În iulie, Champollion a respins o analiză efectuată de Jean-Baptiste Biot asupra textului din jurul unui basorelief din templul egiptean cunoscut sub numele de Zodiacul de la Dendera⁠(d). Făcând aceasta, el a subliniat că hieroglifele stelelor din acest text păreau să indice că cuvintele din apropiere se refereau la ceva legat de stele, cum ar fi constelațiile. El a numit semnele folosite în acest fel „semne ale tipului”, deși mai târziu le-a numit „determinative”.
Champollion și-a anunțat propunerile de interpretare a cartușelor greco-romane în Lettre à M. Dacier⁠(d), pe care a finalizat-o la 22 septembrie 1822. A citit textul în fața Academiei pe 27 septembrie, în prezența lui Young. Această scrisoare este adesea considerată a fi documentul fondator al egiptologiei, deși reprezenta doar un modest progres față de opera lui Young. Cu toate acestea, el încheia prin a sugera, fără a da detalii, că semnele fonetice ar fi putut fi folosite în scrierea numelor proprii încă de la un moment foarte timpuriu al istoriei egiptene. Modul în care Champollion a ajuns la această concluzie nu este consemnat în întregime în sursele contemporane. Propriile sale scrieri sugerează că una dintre chei a fost concluzia sa că Lista Regelui Abydos⁠(d) conținea numele „Ramses⁠(d)”, un nume regal găsit în lucrările lui Manetho și că unele dintre celelalte indicii ale lui ar proveni din copii ale inscripțiilor din Egipt făcute de către Jean-Nicolas Huyot⁠(d).
Potrivit lui Hermine Hartleben⁠(d), care a scris cea mai extinsă biografie a lui Champollion în 1906, descoperirea a avut loc la 14 septembrie 1822, cu câteva zile înainte ca Scrisoarea să fie scrisă, când Champollion examina copiile lui Huyot. Un cartuș din Abu Simbel conținea patru semne hieroglifice. Champollion a ghicit, sau s-a bazat pe aceeași presupunere găsită în articolul din Britannica scris de Young, că primul semn circular ar reprezenta soarele. Cuvântul copt pentru „soare” era re. Semnul care apărea de două ori la capătul cartușului reprezenta „s” în cartușul lui Ptolemeu. Dacă numele din cartuș începea cu Re și se termina cu ss, s-ar putea astfel să se potrivească cu „Ramses”, sugerând că semnul din mijloc reprezintă m. O confirmare ulterioară a venit de pe Piatra din Rosetta, unde semnele m și s apăreau împreună într-un loc care corespundea cuvântului pentru „naștere” din textul grecesc și cel în coptă, în care cuvântul pentru „naștere” era mise. Un alt cartuș conținea trei semne, două dintre ele la fel ca în cartușul lui Ramses. Primul semn, un ibis, era un cunoscut simbol al zeului Thot. Dacă ultimele două semne ar avea aceleași valori ca și în cartușul lui Ramses, numele din cel de-al doilea cartuș ar fi Thotmes, corespunzător numelui regal „Tutmosis” menționat de Manetho. Aceștia erau regi egipteni indigeni, care au domnit cu mult înainte de dominația grecească asupra Egiptului, și totuși scrierea numelor lor era parțial fonetică. Acum Champollion și-a îndreptat atenția asupra titlului lui Ptolemeu găsit în cartușele mai lungi de pe Piatra din Rosetta. Champollion cunoștea cuvintele copte care traduc textul grecesc și putea spune că hieroglifele fonetice precum p și t se potrivesc acestor cuvinte. De acolo putea ghici semnificațiile fonetice ale mai multor semne. După relatarea lui Hartleben, după ce a făcut aceste descoperiri, Champollion a alergat la biroul fratelui său de la Académie des Inscriptions, a trântit pe masă o colecție de inscripții copiate, și a strigat „Je tiens mon affaire!” („Am reușit!”) și s-a prăbușit într-un leșin care a ținut mai multe zile.

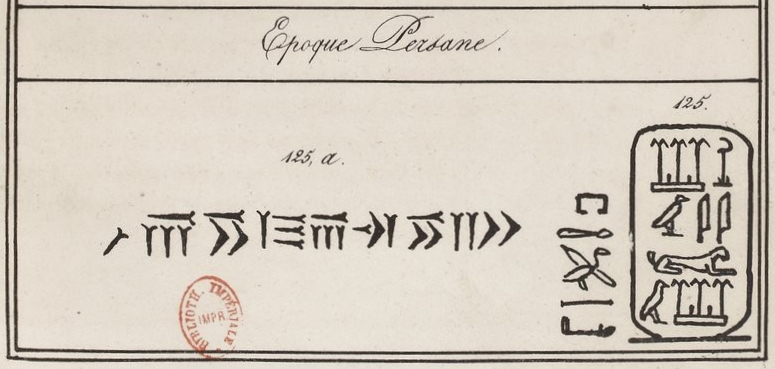
Scrieri hieroglifică și cuneiformă ale numelui lui Xerxes I de pe vaza lui Caylus, copiat în Précis du système hiéroglyphique

În următoarele câteva luni, Champollion a aplicat alfabetul hieroglific descoperit de el la multe inscripții egiptene, identificând zeci de nume și titluri regale. În această perioadă, Champollion și orientalistul Antoine-Jean Saint-Martin⁠(d) au examinat vaza lui Caylus⁠(d), care purta un cartuș hieroglific, precum și un text în cuneiforma persană⁠(d). Pe baza lucrării anterioare a lui Georg Friedrich Grotefend, Saint-Martin credea că textul cuneiform poartă numele lui Xerxes I, un rege al Imperiului Ahemenid din secolul al V-lea î.e.n. al cărui teritoriu cuprindea Egiptul. Champollion a confirmat că semnele identificabile din cartuș se potriveau cu numele lui Xerxes, întărind ipoteza că hieroglifele fonetice se foloseau cu mult înainte de dominația grecească a Egiptului și susținând interpretarea lui Saint-Martin a textului cuneiform. Acesta a fost un pas major în descifrarea cuneiformelor⁠(d).
În această perioadă, Champollion a făcut o a doua descoperire. Deși a numărat aproximativ 860 de semne hieroglifice, doar câteva dintre aceste semne constituiau o mare parte din orice text dat. El a găsit și un studiu recent al limbii chineze efectuat de Abel Rémusat⁠(d), care a arătat că chiar și scrierea chineză folosea pe scară largă caractere fonetice și că semnele ideografice trebuiau combinate în multe ligaturi pentru a forma un vocabular complet. Puține hieroglife păreau a fi ligaturi. Iar Champollion identificase numele lui Antinous, un roman fără titlu regal, scris în hieroglife fără cartuș, alături de personaje care păreau a fi ideografice. Semnele fonetice nu se limitau astfel la cartușe. Pentru a-și testa suspiciunile, Champollion a comparat texte hieroglifice care păreau să conțină același conținut și a notat discrepanțe de ortografie, care indicau prezența homofonelor. El a comparat lista rezultată de homofone cu tabelul de semne fonetice din lucrarea sa despre cartușe și a constatat că se potriveau.
Champollion a anunțat aceste descoperiri la Académie des Inscriptions în aprilie 1823. De acolo a progresat rapid în identificarea semnelor și cuvintelor noi. El a concluzionat că semnele fonetice formau un alfabet consonantic în care vocalele erau scrise doar uneori. Un rezumat al descoperirilor sale, publicat în 1824 sub numele de Précis du système hiéroglyphique, afirma că „scrierea hieroglifică este un sistem complex, o scriere totodată figurativă, simbolică și fonetică, într-unul și același text, într-una și aceeași propoziție și, aș putea chiar să mă aventurez, în unul și același cuvânt.” Precis identifica sute de cuvinte hieroglifice, descria diferențele dintre hieroglife și alte scrieri, analiza numele proprii și utilizările cartușelor și descria o parte din gramatica limbii. Champollion a trecut de la descifrarea unei scrieri la traducerea limbajului în care era acesta scris.

### Dispute
Lettre à M. Dacier menționează că Young a lucrat la demotică și se referea la încercarea lui Young de a descifra numele Berenicei, dar nu menționa defalcarea de către Young a numelui lui Ptolemeu și nici că terminația de nume feminin în numele Cleopatrei de pe Obeliscul Philae, fusese descoperirea lui Young. Crezând că aceste descoperiri au făcut posibil progresul lui Champollion, Young se aștepta ca în cele din urmă să primească o mare parte din credit pentru realizările lui Champollion. Într-o corespondență privată, la scurt timp după citirea Scrisorii, Young a citat o zicală franceză care spunea „primul pas contează”, dar a spus și că „deși [Champollion] a împrumutat o cheie englezească, încuietoarea era atât de îngrozitor de ruginită, încât niciun braț al unui om obișnuit nu ar avea suficientă putere pentru a o răsuci”.
În 1823, Young a publicat o carte despre opera sa egipteană, An Account of Some Recent Discoveries in Hieroglyphical Literature and Egyptian Antiquities, și a răspuns la omisiunea lui Champollion prin subtitlu: „inclusiv alfabetul hieroglific originar al autorului, pe care dl. Champollion l-a extins”. Champollion a răspuns furios: „Nu voi fi niciodată de acord să recunosc niciun alt alfabet originar altul decât al meu, când este vorba despre alfabetul hieroglific numit corect”. În anul următor, Précis a recunoscut munca lui Young, dar în ea Champollion a spus că a ajuns la concluziile lui în mod independent, fără a vedea articolul lui Young din Britannica. De atunci, părerile academice au fost împărțite pe tema dacă Champollion a fost sincer. Young avea să continue să insiste să primească mai multă recunoaștere, exprimându-și în același timp un amestec de admirație față de munca lui Champollion cu scepticism față de unele dintre concluziile sale. Relațiile dintre ei au variat între cordialitate și disensiuni până la moartea lui Young în 1829.
Pe măsură ce a continuat să lucreze la hieroglife, făcând și greșeli printre multe succese, Champollion a fost implicat într-o dispută asociată, cu savanți care au respins validitatea lucrării sale. Printre ei s-au numărat Edme Jomard⁠(d), un veteran al expediției lui Napoleon și Heinrich Julius Klaproth⁠(d), un orientalist german. Unii îl susțineau în același timp pe Young. Savantul care a negat cel mai mult descifrarea lui Champollion a fost Gustav Seyffarth⁠(d). Opoziția sa față de Champollion a culminat într-o ceartă publică cu el în 1826, și a continuat să susțină propria abordare a hieroglifelor până la moartea sa în 1885.
Pe măsură ce natura hieroglifelor a devenit mai clară, detractorii de acest fel au dispărut, dar dezbaterea asupra cât de mult îi datora Champollion lui Young continuă. Rivalitatea naționalistă dintre englezi și francezi exacerbează problema. Egiptologii sunt adesea reticenți în a-l critica pe Champollion, care este considerat fondatorul disciplinei lor și, prin extensie, pot fi reticenți să-i dea credit lui Young. Egiptologul Richard Parkinson⁠(d) adoptă o poziție moderată: „Chiar dacă se admite că Champollion era mai familiarizat cu opera inițială a lui Young decât a susținut el ulterior, el rămâne descifratorul scrierii hieroglifice... Young a descoperit părți ale unui alfabet – o cheie – dar Champollion a descuiat o limbă întreagă”.

## Citirea textelor

### Young și demotica
Lucrările lui Young pe tema hieroglifelor s-au rărit în anii 1820, dar munca sa despre demotică a continuat, ajutată de o descoperire fortuită. Una dintre sursele sale pentru studierea scrierii a fost un text dintr-o colecție cunoscută sub numele de papirusurile Casati; Young identificase mai multe nume grecești în acest text. În noiembrie 1822, un cunoscut de-al său, George Francis Grey, i-a împrumutat o cutie cu papirusuri grecești găsite în Egipt. Examinându-le, Young și-a dat seama că unul conținea aceleași nume ca și textul demotic Casati. Cele două texte erau versiuni ale aceluiași document, în greacă și demotică, consemnând vânzarea unei părți din ofrandele făcute în numele unui grup de egipteni decedați. Young încercase de mult să obțină un al doilea text bilingv pentru a completa Piatra din Rosetta. Cu aceste texte în mână, el a făcut progrese majore în următorii câțiva ani. La mijlocul anilor 1820, atenția i-a fost distrasă de celelalte interese ale sale, dar în 1827 a fost stimulat de o scrisoare a unui cercetător italian al limbii copte, Amedeo Peyron, în care se spunea că obiceiul lui Young de a trece de la un subiect la altul îi împiedica realizările și sugera că ar putea realiza mult mai mult dacă s-ar concentra asupra Egiptului antic. Young și-a petrecut ultimii doi ani din viață lucrând la demotică. La un moment dat l-a consultat pe Champollion, pe atunci curator la Luvru, care l-a tratat amiabil, i-a dat acces la notițele sale despre demotică și a petrecut ore întregi arătându-i textele demotice din colecția Luvrului. Rudiments of an Egyptian Dictionary in the Ancient Enchorial Character a lui Young a fost publicată postum în 1831. Ea include o traducere completă a unui text și a unei mari porțiuni din textul de pe Piatra din Rosetta. Potrivit egiptologului John Ray, Young „merită probabil să fie recunoscut drept descifratorul demoticii”.

### Ultimii ani ai lui Champollion
Până în 1824, Piatra din Rosetta, cu limitatul ei text hieroglific, devenise irelevantă pentru progresele viitoare pe tema hieroglifelor. Champollion avea nevoie de mai multe texte de studiat și în Franța erau disponibile doar puține. Din 1824 până în 1826 a făcut două vizite în Italia și a studiat antichitățile egiptene găsite acolo, în special cele recent expediate din Egipt la Muzeul Egiptean⁠(d) din Torino. Citind inscripțiile de pe zeci de statui și stele, Champollion a devenit prima persoană după multe secole care a identificat regii care le-au comandat, deși în unele cazuri identificările sale au fost incorecte. S-a uitat și la papirusurile muzeului și a putut să discerne subiectul lor. Un interes deosebit a fost Lista de Regi de la Torino⁠(d), un papirus care enumeră conducătorii egipteni și durata domniei lor până în secolul al XIII-lea. î.e.n., care avea să furnizeze în cele din urmă un cadru pentru cronologia istoriei egiptene, dar, când a văzut-o Champollion, era ruptă în bucăți. În timp ce se afla în Italia, Champollion s-a împrietenit cu Ippolito Rosellini⁠(d), un lingvist pisan cuprins de aceeași fervoarea a Egiptului Antic ca și Champollion și a început să studieze cu el. Champollion a lucrat și la adunarea unei colecții de antichități egiptene la Luvru, inclusiv a textelor pe care avea mai târziu să i le arate lui Young. În 1827 a publicat o ediție revizuită a lui Précis, care includea câteva dintre descoperirile sale recente.
Anticarii care trăiau în Egipt, în special John Gardner Wilkinson⁠(d), aplicau deja descoperirile lui Champollion pe textele de acolo. Champollion și Rosellini au vrut să facă chiar ei acest lucru și, împreună cu alți savanți și artiști, au format Expediția franco-toscană în Egipt. În drum spre Egipt, Champollion s-a oprit să se uite la un papirus deținut de un negustor francez de antichități. Era o copie a Instrucțiunilor regelui Amenemhat⁠(d), o operă de literatură de înțelepciune⁠(d) prezentată ca sfat postum de la Amenemhat I⁠(d) către fiul și succesorul său. A devenit prima operă a literaturii egiptene antice⁠(d) care a fost citită, deși Champollion nu a putut să o citească suficient de bine pentru a înțelege pe deplin ce este. În 1828 și 1829, expediția a călătorit pe parcursul cursului egiptean al Nilului, copiind și adunând antichități. După ce a studiat nenumărate texte, Champollion s-a simțit sigur că sistemul său se aplică textelor hieroglifice din toate perioadele istoriei egiptene și se pare că în timp ce era acolo a inventat termenul „determinativ”.
După ce s-a întors din Egipt, Champollion și-a petrecut o mare parte din timp lucrând la o descriere completă a limbii egiptene, dar a avut puțin timp să o completeze. Începând cu sfârșitul anului 1831, a suferit o serie de accidente vasculare cerebrale din ce în ce mai debilitante și a murit în martie 1832.

### Mijlocul secolului al XIX-lea

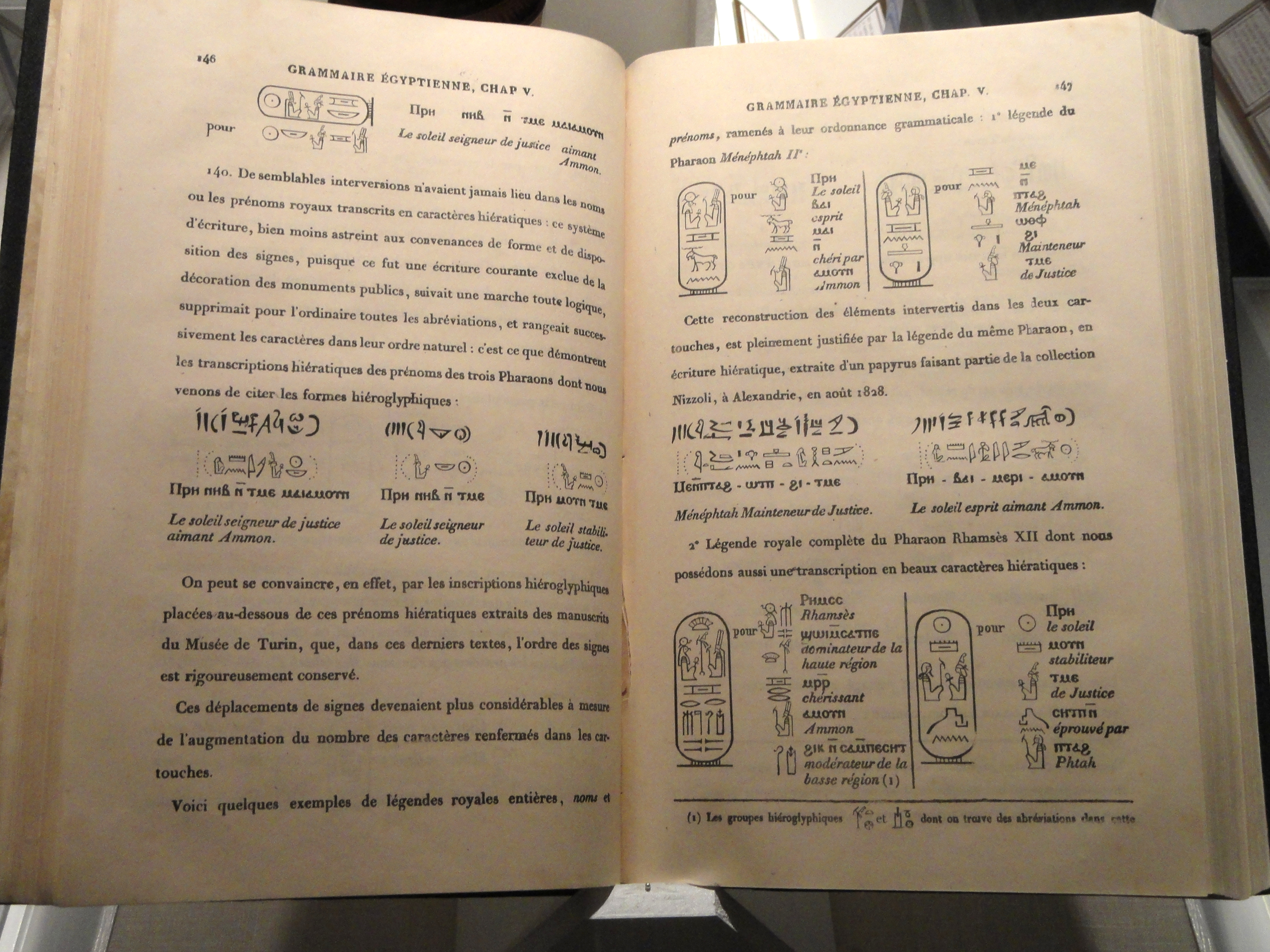
' a lui Champollion

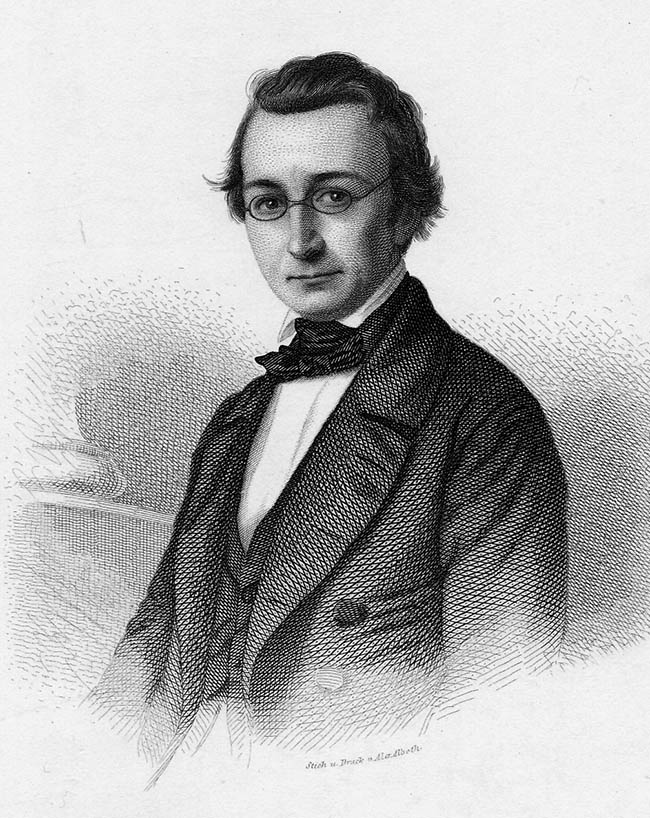
Portretul lui Karl Richard Lepsius în jurul anului 1850

Champollion-Figeac a publicat gramatica egipteană⁠(d) a fratelui său și un dicționar însoțitor în etape din 1836 până în 1843. Ambele erau incomplete, în special dicționarul, care era organizat în mod confuz și conținea multe traduceri în stadiu de ipoteză. Deficiențele acestor lucrări reflectau incompletitudinea înțelegerii limbii egiptene la moartea lui Champollion. Champollion a greșit adesea supraestimând asemănarea dintre egipteana clasică și copta. După cum spunea Griffith în 1922, „În realitate, copta este o derivată îndepărtată din egipteana antică, la fel cum derivă franceza din latină; în unele cazuri, prin urmare, transcrierile provizorii ale lui Champollion au produs cuvinte copte bune, dar în cea mai mare parte erau mai mult sau mai puțin lipsite de sens sau imposibile, și în transcrierea frazelor, fie sintaxa coptă a fost încălcată fără speranță, fie ordinea cuvintelor hieroglifice a trebuit să fie inversată. Totul a fost ceva derutant și înșelător.” Champollion nu știa nici că semnele pot reprezenta două sau trei consoane, dar și una singură, ci credea că fiecare semn fonetic reprezenta un sunet și fiecare sunet avea foarte multe homofone. Astfel, semnul din mijloc din cartușele lui Ramses și Thutmes este biliteral, reprezentând secvența de consoane ms, dar Champollion l-a citit drept m. Nici nu dăduse de conceptul cunoscut astăzi drept „complement fonetic”: un semn uniliteral care se adăugă la sfârșitul unui cuvânt, pentru a rescrie un sunet care fusese deja scris într-un mod diferit.
Majoritatea colaboratorilor lui Champollion nu aveau abilitățile lingvistice necesare pentru a avansa procesul de descifrare, iar mulți dintre ei au murit prematur. Edward Hincks⁠(d), un cleric irlandez al cărui interes principal era descifrarea cuneiformelor, a adus contribuții importante în deceniile anilor 1830 și 1840. Lui Champollion, traducerile textelor îi completau lacunele din cunoștințe cu presupuneri informate, dar Hincks a încercat să procedeze mai sistematic. El a identificat elemente gramaticale din egipteană, cum ar fi particulele și verbele auxiliare, care nu existau în coptă și a susținut că sunetele limbii egiptene erau similare cu cele ale limbilor semitice. Hincks a îmbunătățit și înțelegerea hieraticii, care fusese neglijată până atunci în studiile egiptologice.
Savantul care a corectat cele mai fundamentale greșeli din opera lui Champollion a fost Karl Richard Lepsius, un filolog prusac care a început să studieze limba egipteană folosind gramatica lui Champollion. El a legat o prietenie cu Rosellini și a început să corespondeze cu el despre limbă. Lettre à M. le Professeur H. Rosellini sur l'Alphabet hiéroglyphique a lui Lepsius, pe care a publicat-o în 1837, a explicat funcțiile semnelor biliterale, semnelor triliterale și complementelor fonetice, deși acești termeni nu fuseseră încă inventați. A enumerat 30 de semne uniliterale, în comparație cu cele peste 200 din sistemul lui Champollion și 24 în înțelegerea modernă a scrierii hieroglifice. Scrisoarea lui Lepsius a întărit considerabil argumentele în favoarea abordării generale a lui Champollion asupra hieroglifelor, corectând în același timp deficiențele acesteia și a mutat definitiv accentul egiptologiei de la descifrare către traducere. Champollion, Rosellini și Lepsius sunt adesea considerați fondatorii egiptologiei; uneori este inclus și Young.
Lepsius era dintr-o nouă generație de egiptologi care a apărut la mijlocul secolului al XIX-lea. Emmanuel de Rougé⁠(d), care a început să studieze limba egipteană în 1839, a fost prima persoană care a tradus un text egiptean antic complet; a publicat primele traduceri ale textelor literare egiptene în 1856. După cum spunea unul dintre elevii lui de Rougé, Gaston Maspero, „de Rougé ne-a oferit metoda care ne-a permis să folosim și să aducem la perfecțiune metoda lui Champollion”. Alți savanți s-au concentrat asupra scrierilor mai puțin cunoscute. Heinrich Brugsch⁠(d) a fost primul de la moartea lui Young care a făcut progrese în studiul demoticii, publicând o gramatică a acesteia în 1855. Eseul lui Charles Wycliffe Goodwin⁠(d) „Hieratic Papyri”, publicat în 1858, a fost prima contribuție majoră la acest subiect. Acesta a subliniat că textele hieratice, și nu inscripțiile hieroglifice monumentale, sunt cea mai bogată sursă pentru înțelegerea limbii egiptene. Goodwin și contemporanul său François Chabas⁠(d) au realizat foarte multe progrese în studiul hieraticii.
În 1866, Lepsius a descoperit Decretul din Canopus⁠(d), un text paralel similar Pietrei din Rosetta, ale cărei inscripții erau în mare parte intacte. Hieroglifele puteau fi acum comparate direct cu traducerea lor în greacă, iar rezultatele au dovedit validitatea abordării lui Champollion dincolo de orice îndoială rezonabilă. Samuel Birch, cea mai importantă figură din egiptologia britanică la mijlocul secolului al XIX-lea, a publicat primul dicționar extins al limbii egiptene în 1867, iar în același an Brugsch a publicat primul volum al dicționarului său atât hieroglific, cât și demotic. Dicționarul lui Brugsch a stabilit înțelegerea modernă a sunetelor limbii egiptene, care se bazează pe fonologia limbilor semitice, așa cum sugera Hincks. Egiptologii au continuat să-și perfecționeze înțelegerea limbii până în prezent, dar la acea dată aceasta era deja pe un teren solid. Odată cu descifrarea scrierii cuneiforme în același secol, descifrarea egiptenei antice deschisese calea studiului celor mai timpurii etape ale istoriei umane.